# Defying Gravity (Vinnie Moore)
Defying Gravity è il sesto album studio del chitarrista statunitense Vinnie Moore, pubblicato nel 2001, sotto contratto con la Shrapnel Records.

## Tracce
1. Defying Gravity – 5:07
2. Out and Beyond – 6:47
3. Last Road Home – 4:28
4. Alexander the Great – 5:07
5. The Voice Within – 2:10
6. If I Could – 4:52
7. House with a Thousand Rooms – 5:26
8. Awaken the Madman – 6:25
9. In the Blink of an Eye – 5:32
10. Equinox – 3:52
11. Emotion Overload – 5:08
12. Between Then and Now – 1:36

## Formazione
- Vinnie Moore – chitarra, produzione
- David Rosenthal – tastiere
- Steve Smith – batteria
- Dave LaRue – basso